# مارينر 2
هي سفينة فضاءٍ أمريكية تم إطلاقها في عام 1962 م إلى كوكب الزهرة لاكتشاف إذا ما كانت توجد حياة عليه.

## مارينر 1 ومارينر 2

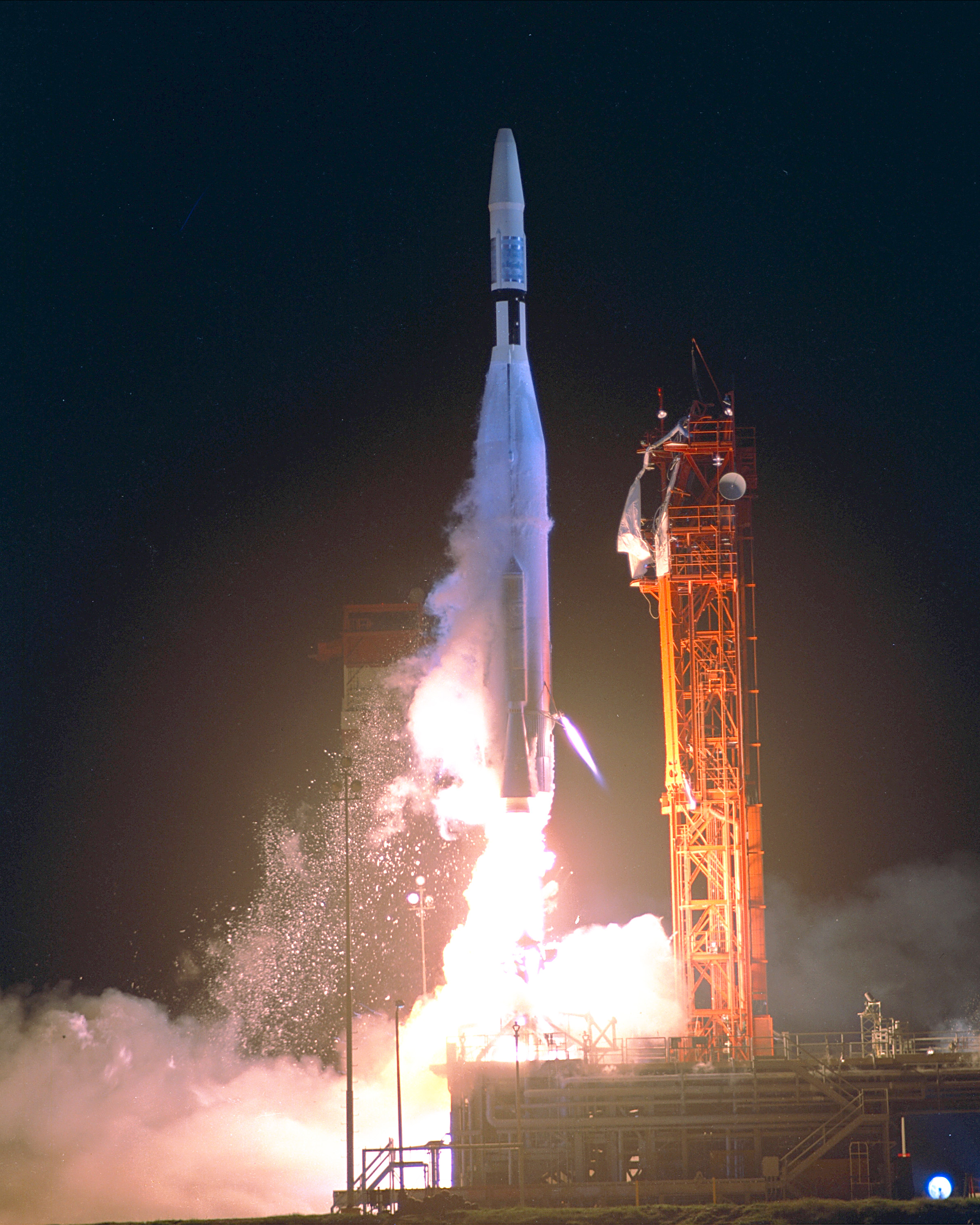
إقلاع مارينر 1 في 22 يوليو 1962.

صُمم المسباران مارينر 1 ومارينر 2 على غرار المسبارات المرسلة للقمر من نوع رانجر، وصنّعا المسباران في وقت وجيز جدا، أقل من سنة وذلك بغرض إرسال مسبار إلى كوكب الزهرة أولا قبل أن يسبقهم الاتحاد السوفييتي إليها. وكانت حمولة كل من مارينر 1 ومارينر 2 صغيرة نسبيا بسبب محدودية قدرة الصاروخ أطلس أجينا ب. ويزن المسبار 202 كيلوجرام منها 18,6 كيلوجرام أجهزة علمية لإجراء القياسات.

## الإطلاق والمتابعة
تم إطلاق سفينة فضاء مارينر 2 في السابع والعشرين من شهر آب من عام 1962 م محمَّلةً على صاروخ من طراز "أطلس أجينا ب"، وكانت توجد ثلاثة قواعدٍ رئيسية تقوم بمتابعة المركبة واستقبال المعلومات منها وإرسال التعليمات إليها، واحدةٌ في كاليفورنيا وأخرى في جنوب أفريقيا والثالثة في أستراليا، وقد كان يوجد عقل إلكتروني يقوم بإدار المركبة آلياً لكنه أيضاً يستجيب لأوامر قواعد المتابعة، ومن أمثلة ذلك أنه بعد انطلاق المركبة أمرها العقل الإلكتروني بالتوقف عن الدوران حول نفسها ونشر الألواح الشمسية التي تمدها بالكهرباء.
كان إقلاع مارينر 1 في 22 يوليو 1962. وبسبب خطأ في برمجة إقلاع الصاروخ انحرف الصاروخ عن المسار المرغوب فيه مما أدي إلى إعطاء إشارة من الأرض لتفجير الصاروخ بعد إقلاعة بمدة 290 ثانية.
وانطلق مارينر 2 في 27 أغسطس 1962 واكتشف المسبار في طريقة إلى الزهرة الريح الشمسية التي تنبأ بها العالم الألماني لودفيج بيرمان عام 1950. وبعد إشارة من الأرض لتصحيح المسار في 4 سبتمبر 1962 ارتفع ضغط النيتروجين في خزان المركبة وتسرب جزء منه، وأصبح إجراء أي تصحيح لاحق للمسار غير ممكن. وفي نهاية أكتوبر انخفض كسب أحد فرعي اللوح الضوئي حتي توقف تماما عن إنتاج الكهرباء يوم 15 نوفمبر.ولكن بسبب اقتراب المسبار من الشمس في طريقه إلى الزهرة فقد كفى ما ينتجه الفرع الثاني من الألواح الشمسية من التيار لتشغيل أجهزة المسبار.
ثم عبر مسار مارينر 2 كوكب الزهرة على بعد 34.770 كيلومتر بدون صعوبات أخرى وقامت الأجهزة العلمية بقياساتها وإرسال النتائج إلى الأرض. وفي 3 يناير 1963 انقطع الاتصال بين مارينر 2 والأرض.

## تجهيزات مارينر 2
كانت مارينر 2 مزوَّدة بألواحٍ شمسية تمتص أشعة الشمس وتحولها إلى كهرباءٍ لتشغيلها، وكانت تزن 210 كيلوجرام، يبلغ طولها ثلاثة متر ونصف، وزودت بتلسكوبٍ وأجهزة أرسال واستقبال للموجات الرإدارية للاتصال بالأرض وأجهزة لتحديد حرارة الكوكب. بما أن كوكب الزهرة مغطى بطبقة سميكة من الغيوم لم يكن هناك داعٍِ لتثبيت كاميرا بمارينر 2. قد كانت وسيلة مارينر 2 لاكتشاف مدى إمكانية وجود الحياة على كوكب الزهرة هي قياس درجة الحرارة ووجود بخار الماء. وكان أمام مارينر 2 ستة تجارب عليها إجراؤها: الأولى والثانية كان سوف يتم إجراؤهما بعد الوصول إلى الكوكب وهما متعلِّقتان بقياس درجة الحرارة وتركيب طبقات السحب، أمَّا التجارب الأربع الباقية فكان سوف يتم إجراؤها أثناء رحلة مارينر 2 إلى كوكب الزهرة (التي استغرقت ثلاثة أشهرٍ ونصفٍ تقريباً) وهي متعلقة بدراسة الغبار الكوني والجسيمات الشمسية والمجالات المغناطيسية بين الكواكب وقياس المجال المغناطيسي لكوكب الزهرة والبحث عن حزام إشعاعي كان يُظن أنه يحيط بكوكب الزهرة.

## نتائج البعثة
قامت مارينر 2 بقياس درجة حرارة الزهرة وقدرتها ب 425 درجة مئوية، كما استطاعت اكتشاف بخار الماء في جو الكوكب. وقامت بتقدير ارتفاع الطبقة العليا السحابية بين 55 و 80 كيلومتر.
وبينت القياسات المغناطسية أن الفضاء بين الكواكب يكاد يكون خاليا من وجود مجال مغناطيسي، وقدر مارينر 2 شدة المجال المغناطيسي للزهرة بنحو 1/10 المجال المغناطيسي للأرض.

## اقرأ أيضا
- برنامج مارينر
- مارينر 4
- إلكروس
- ديب امباكت
- سبيريت
- مسبار